# Hubertus

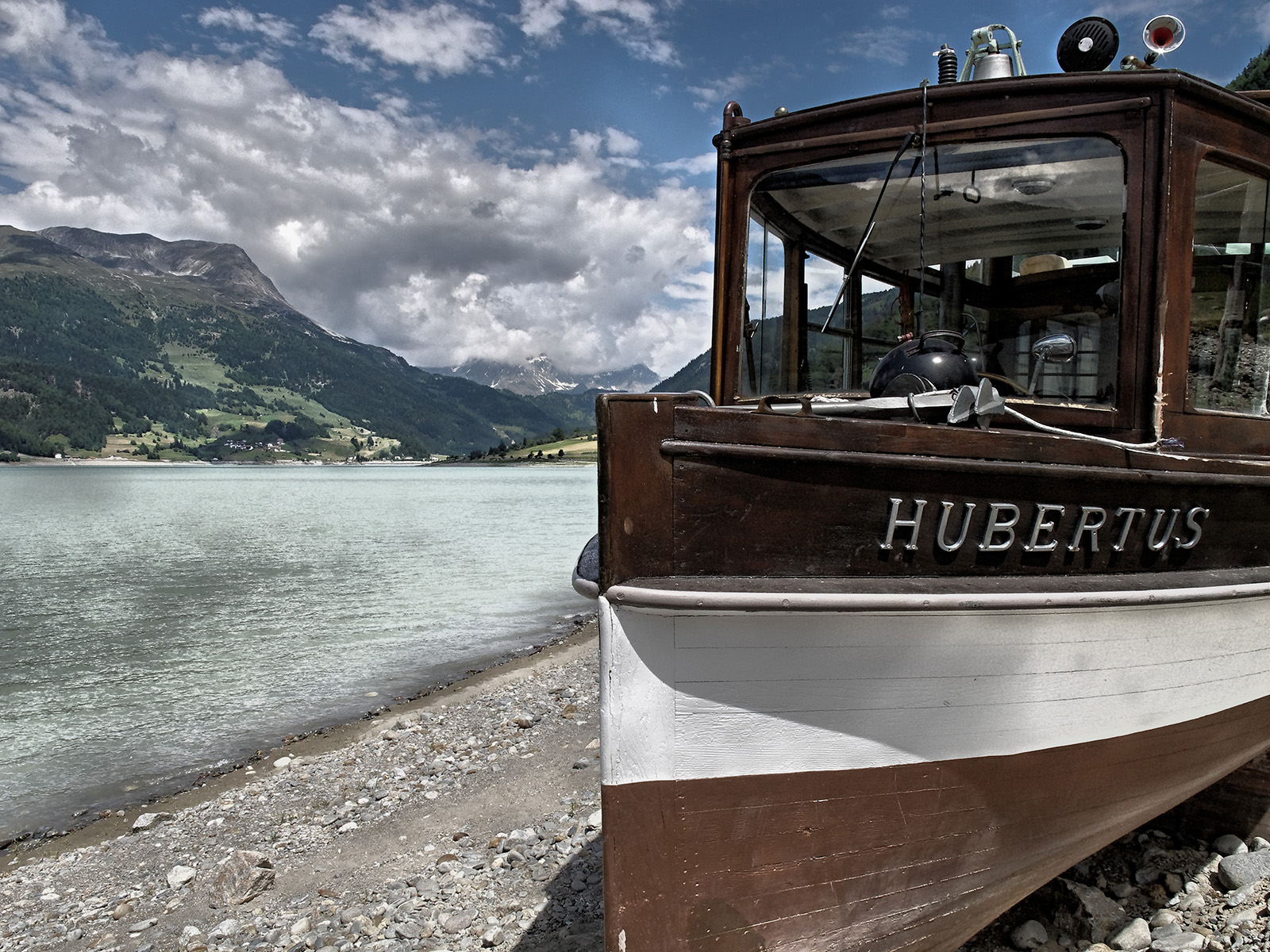
Skepp vid namn Hubertus i Lago di Resia

Hubertus är ett mansnamn, den latinska formen av det forntyska namnet Hubert, med betydelsen ljust sinne. Namnet har använts i Sverige sedan mitten av 1600-talet, men är numera ovanligt, bara omkring 150 personer bär namnet, och ytterst få av dem bär namnet som sitt tilltalsnamn.
Namnsdag var tidigare 3 november, samma dag som Hubert. Den dagen firas med jakt i en del länder som Hubertusdagen, till minne av Sankt Hubertus.

## Kända personer vid namn Hubertus
- Carl Gustaf Folke Hubertus, svensk kung
- Sankt Hubertus, jägarnas skyddshelgon
- Hubertus Brandenburg, biskop för Stockholms katolska stift
- Prins Alexander, med namnet Hubertus i andranamn